# Acacia sclerophylla
Acacia sclerophylla é uma espécie de leguminosa do gênero Acacia, pertencente à família Fabaceae.